# سیفیوه شابالالا
لورنس سیفیوه شابالالا (انگلیسی: Lawrence Siphiwe Tshabalala؛ زادهٔ ۲۵ سپتامبر ۱۹۸۴) بازیکن فوتبال بازنشسته اهل آفریقای جنوبی است.
از باشگاه‌هایی که در آن بازی کرده‌است می‌توان به ارزروم‌اسپور اشاره کرد.
وی همچنین در تیم ملی فوتبال آفریقای جنوبی بازی کرده‌است.
او زننده اولین گل جام جهانی ۲۰۱۰ برابر مکزیک است که بعدها کاندید جایزه پوشکاش فیفا نیز شد.